# 다카라즈카 가극단 65기생
다카라즈카 가극단 65기생은 1977년에 다카라즈카 음악학교에 입학, 1979년에 다카라즈카 가극단에 입단한 45명을 가리킨다.

## 개요
초무대 연목은 키타하라 치코토 퇴단공연인 하나구미 「화경기(花影記) / 홍은 코베 (紅はこべ)」이다.

## 주요 학생
- 모리 케아키 : 전 유키구미 톱스타
- 미나카제 마이 : 전 호시구미 톱여역
- 하루카제 히토미 : 전 츠키구미 여역

## 일람
| 예명            | 생일      | 출신지                             | 출신 학교                      | 예명의 유래                                                  | 애칭               | 역할 | 퇴단년도 | 비고                            |
| --------------- | --------- | ---------------------------------- | ------------------------------ | ------------------------------------------------------------ | ------------------ | ---- | -------- | ------------------------------- |
| 青もゆる        | 9월 10일  | 도쿄도 세타가야구                  | 호리코시가쿠엔 고등부          | 은사가 명명                                                  | 캰코, 폰짱         | 남역 | 1981년   |                                 |
| 아오 모유루     | 9월 10일  | 도쿄도 세타가야구                  | 호리코시가쿠엔 고등부          | 은사가 명명                                                  | 캰코, 폰짱         | 남역 | 1981년   |                                 |
| 明都ゆたか      | 12월 6일  | 도쿄도                             | 아시야여자고등학교             | 엄마와 고안                                                  | 나마코, 유타       | 남역 | 1988년   | 후에 여역 전환                  |
| 아키츠 유타카   | 12월 6일  | 도쿄도                             | 아시야여자고등학교             | 엄마와 고안                                                  | 나마코, 유타       | 남역 | 1988년   | 후에 여역 전환                  |
| 朱鳥てるひ      | 7월 5일   | 효고현 아시야시                    | 코난여자고등학교               | 지인이 명명                                                  | 미이코             | 남역 | 1985년   |                                 |
| 아케도리 테루히 | 7월 5일   | 효고현 아시야시                    | 코난여자고등학교               | 지인이 명명                                                  | 미이코             | 남역 | 1985년   |                                 |
| 麻岡真衣        | 9월 26일  | 도쿄도                             | 도쿄죠가쿠칸고등학교           |                                                              | 마이짱             | 여역 | 1981년   |                                 |
| 아사오카 마이   | 9월 26일  | 도쿄도                             | 도쿄죠가쿠칸고등학교           |                                                              | 마이짱             | 여역 | 1981년   |                                 |
| 葦川牧          | 1월 23일  | 도쿄도 시부야구                    | 도쿄죠가쿠간                   | 아시하라 쿠니코 (18)가 명명                                  | 네네               | 여역 | 1987년   |                                 |
| 아시카와 마키   | 1월 23일  | 도쿄도 시부야구                    | 도쿄죠가쿠간                   | 아시하라 쿠니코 (18)가 명명                                  | 네네               | 여역 | 1987년   |                                 |
| 彩景じゅん      | 1월 23일  | 도쿄도                             | 도쿄죠가쿠칸고등학교           | 부모님과 고안                                                | 마로               | 남역 | 1985년   |                                 |
| 아야카게 준     | 1월 23일  | 도쿄도                             | 도쿄죠가쿠칸고등학교           | 부모님과 고안                                                | 마로               | 남역 | 1985년   |                                 |
| 綾乃にしき      | 10월 7일  | 교토부 교토시                      | 헤이안죠가쿠인고등학교         | 은사가 명명                                                  | 레이코             | 여역 | 1982년   |                                 |
| 아야노 니시키   | 10월 7일  | 교토부 교토시                      | 헤이안죠가쿠인고등학교         | 은사가 명명                                                  | 레이코             | 여역 | 1982년   |                                 |
| 池波ゆかり      | 8월 3일   | 오사카부 오사카시                  | 고베시립우오자키중학교         | 가족이 결정                                                  | 에리짱             | 여역 | 1983년   |                                 |
| 이케나미 유카리 | 8월 3일   | 오사카부 오사카시                  | 고베시립우오자키중학교         | 가족이 결정                                                  | 에리짱             | 여역 | 1983년   |                                 |
| 一文字新        | 10월 27일 | 도쿄도 세타가야구                  | 도쿄죠가쿠칸고등학교           | 「초심을 잃지말고, 오로지 예능을.」라고, 은사가 명명         | 우에짱             | 남역 | 1986년   |                                 |
| 이치몬지 신     | 10월 27일 | 도쿄도 세타가야구                  | 도쿄죠가쿠칸고등학교           | 「초심을 잃지말고, 오로지 예능을.」라고, 은사가 명명         | 우에짱             | 남역 | 1986년   |                                 |
| 篝輝            | 8월 26일  | 오사카부 오사카시                  | 토요시마고등학교               |                                                              | 논                 | 남역 | 1981년   |                                 |
| 카가리 아키라   | 8월 26일  | 오사카부 오사카시                  | 토요시마고등학교               |                                                              | 논                 | 남역 | 1981년   |                                 |
| 希城なつ紀      | 4월 11일  | 사이타마현 사이타마시              | 우에노가쿠엔 음악과            | 가족이 고안                                                  | 카요짱, 란짱       | 남역 | 1984년   |                                 |
| 키시로 나츠키   | 4월 11일  | 사이타마현 사이타마시              | 우에노가쿠엔 음악과            | 가족이 고안                                                  | 카요짱, 란짱       | 남역 | 1984년   |                                 |
| 清まさみ        | 11월 20일 | 오사카부 토요나카시                | 토요나카시립제2중학교          |                                                              | 키요, 키-요        | 남역 | 1984년   |                                 |
| 키요 마사미     | 11월 20일 | 오사카부 토요나카시                | 토요나카시립제2중학교          |                                                              | 키요, 키-요        | 남역 | 1984년   |                                 |
| 古代みず希      | 10월 24일 | 오사카부 이바라키시                | 오사카부립스이타히가시고등학교 | 자신이 고안                                                  | 밋짱, MICK         | 남역 | 1996년   |                                 |
| 코다이 미즈키   | 10월 24일 | 오사카부 이바라키시                | 오사카부립스이타히가시고등학교 | 자신이 고안                                                  | 밋짱, MICK         | 남역 | 1996년   |                                 |
| 冴月美和        | 3월 14일  | 효고현 고베시                      | 히로아키죠가쿠인               | 지인이 명명                                                  | 아코, 미와짱       | 여역 | 1982년   |                                 |
| 사에즈키 미와   | 3월 14일  | 효고현 고베시                      | 히로아키죠가쿠인               | 지인이 명명                                                  | 아코, 미와짱       | 여역 | 1982년   |                                 |
| 五月梨世        | 5월 28일  | 효고현 고베시                      | 쇼인죠시가쿠인                 | 자신이 고안                                                  | 츠루, 모토짱       | 남역 | 1982년   |                                 |
| 사츠키 리세     | 5월 28일  | 효고현 고베시                      | 쇼인죠시가쿠인                 | 자신이 고안                                                  | 츠루, 모토짱       | 남역 | 1982년   |                                 |
| 沙世あかり      | 2월 1일   | 오사카부 이케다시                  | 히쇼텐가쿠엔                   | 존경하는 선생님이 명명                                       | 쥬리               | 여역 | 1989년   |                                 |
| 사요 아카리     | 2월 1일   | 오사카부 이케다시                  | 히쇼텐가쿠엔                   | 존경하는 선생님이 명명                                       | 쥬리               | 여역 | 1989년   |                                 |
| 純奈めぐ        | 11월 1일  | 후쿠오카현 쿠루메시                | 오토쿠니고등학교               | 자신이 고안                                                  | 시오리             | 여역 | 1988년   |                                 |
| 준나 메구       | 11월 1일  | 후쿠오카현 쿠루메시                | 오토쿠니고등학교               | 자신이 고안                                                  | 시오리             | 여역 | 1988년   |                                 |
| 白川亜樹        | 1월 2일   | 교토부 교토시                      | 히요시가오카고등학교           | 존경하는 선생님이 명명                                       | 키메, 유우코       | 남역 | 1984년   | 딸 세리카 토아 (93)             |
| 시라카와 아키   | 1월 2일   | 교토부 교토시                      | 히요시가오카고등학교           | 존경하는 선생님이 명명                                       | 키메, 유우코       | 남역 | 1984년   | 딸 세리카 토아 (93)             |
| 調ゆう          | 3월 3일   | 도쿄도 미타카시                    | 묘조가쿠엔 고등부              | 존경하는 선생님이 명명                                       | 삿치이, 사토냥     | 여역 | 1983년   |                                 |
| 시라베 유       | 3월 3일   | 도쿄도 미타카시                    | 묘조가쿠엔 고등부              | 존경하는 선생님이 명명                                       | 삿치이, 사토냥     | 여역 | 1983년   |                                 |
| 鈴代まりや      | 4월 25일  | 오사카부 오사카시                  | 산고쿠중학교                   |                                                              | 아야미짱           | 여역 | 1980년   |                                 |
| 스즈시로 마리야 | 4월 25일  | 오사카부 오사카시                  | 산고쿠중학교                   |                                                              | 아야미짱           | 여역 | 1980년   |                                 |
| 空千草          | 5월 1일   | 도쿄도 이타바시구                  | 토요시마오카죠시가쿠엔         |                                                              | 이치에             | 여역 | 1981년   | 치에 유카리 (千枝ゆか里)로 개명 |
| 소라 치구사     | 5월 1일   | 도쿄도 이타바시구                  | 토요시마오카죠시가쿠엔         |                                                              | 이치에             | 여역 | 1981년   | 치에 유카리 (千枝ゆか里)로 개명 |
| 立原かえ        | 5월 24일  | 카나가와현 치가사키시              | 헤이와가쿠엔                   | 가족이 고안                                                  | 카에짱             | 여역 | 1985년   |                                 |
| 타치하라 카에   | 5월 24일  | 카나가와현 치가사키시              | 헤이와가쿠엔                   | 가족이 고안                                                  | 카에짱             | 여역 | 1985년   |                                 |
| 珠浦阿湖        | 8월 30일  | 오사카부 오사카시                  | 오오타니중학교                 | 만요슈                                                       | 앗짱               | 남역 | 1983년   |                                 |
| 타마우라 아코   | 8월 30일  | 오사카부 오사카시                  | 오오타니중학교                 | 만요슈                                                       | 앗짱               | 남역 | 1983년   |                                 |
| たまなめい      | 9월 18일  | 미국 캘리포니아주 샌프란시스코     | 키타카마쿠라가쿠엔             | 어머니가 고안                                                | 메-베루            | 남역 | 1982년   |                                 |
| 타마나 메이     | 9월 18일  | 미국 캘리포니아주 샌프란시스코     | 키타카마쿠라가쿠엔             | 어머니가 고안                                                | 메-베루            | 남역 | 1982년   |                                 |
| 千沙まゆ香      | 4월 28일  | 효고현 이타미시                    | 텐노지가와중학교               | 존경하는 선생님이 명명                                       | 마리코, 타누       | 여역 | 1983년   |                                 |
| 치사 마유카     | 4월 28일  | 효고현 이타미시                    | 텐노지가와중학교               | 존경하는 선생님이 명명                                       | 마리코, 타누       | 여역 | 1983년   |                                 |
| 十和田真澄      | 11월 30일 | 오사카부 오사카시                  | 센진고등학교                   |                                                              | 우루시             | 여역 | 1984년   |                                 |
| 토와다 마스미   | 11월 30일 | 오사카부 오사카시                  | 센진고등학교                   |                                                              | 우루시             | 여역 | 1984년   |                                 |
| 夏野陽子        | 1월 7일   | 교토부 교토시 시모교구             | 교토여자고등학교               |                                                              | 하나짱             | 여역 | 1987년   |                                 |
| 나츠노 요코     | 1월 7일   | 교토부 교토시 시모교구             | 교토여자고등학교               |                                                              | 하나짱             | 여역 | 1987년   |                                 |
| 野添さゆ紀      | 1월 11일  | 오사카부 오사카시 아베노구         | 아베노중학교                   | 자신이 고안                                                  | 쿠마짱             | 여역 | 1994년   |                                 |
| 노조에 사유키   | 1월 11일  | 오사카부 오사카시 아베노구         | 아베노중학교                   | 자신이 고안                                                  | 쿠마짱             | 여역 | 1994년   |                                 |
| 野々宮あき      | 9월 21일  | 오사카부 오사카시                  | 오오타니고등학교               | 교토 노노미야신사                                            | 노부코             | 여역 | 1981년   |                                 |
| 노노미야 아키   | 9월 21일  | 오사카부 오사카시                  | 오오타니고등학교               | 교토 노노미야신사                                            | 노부코             | 여역 | 1981년   |                                 |
| 華丘玲巳        | 11월 11일 | 효고현 고베시                      | 무코가와가쿠인                 |                                                              | 이부               | 여역 | 1984년   |                                 |
| 하나오카 레미   | 11월 11일 | 효고현 고베시                      | 무코가와가쿠인                 |                                                              | 이부               | 여역 | 1984년   |                                 |
| 早瀬わたる      | 3월 25일  | 교토부 교토시 시모교구             | 교토여자고등학교               | 만요슈                                                       | 마키, 라스카루     | 남역 | 1984년   |                                 |
| 하야세 와타루   | 3월 25일  | 교토부 교토시 시모교구             | 교토여자고등학교               | 만요슈                                                       | 마키, 라스카루     | 남역 | 1984년   |                                 |
| 春風ひとみ      | 12월 9일  | 도쿄도 분쿄구                      | 여자성학원                     | 존경하는 선생님이 명명                                       | 히토미, 하루짱     | 여역 | 1988년   |                                 |
| 하루카제 히토미 | 12월 9일  | 도쿄도 분쿄구                      | 여자성학원                     | 존경하는 선생님이 명명                                       | 히토미, 하루짱     | 여역 | 1988년   |                                 |
| 春野亜衣梨      | 9월 6일   | 도쿄도 신주쿠구                    | 야마와키가쿠엔                 | 존경하는 선생님이 명명                                       | 욧치               | 남역 | 1985년   |                                 |
| 하루노 아이리   | 9월 6일   | 도쿄도 신주쿠구                    | 야마와키가쿠엔                 | 존경하는 선생님이 명명                                       | 욧치               | 남역 | 1985년   |                                 |
| 春野亜里紗      | 9월 6일   | 도쿄도 신주쿠구                    | 야마와키가쿠엔                 | 존경하는 선생님이 명명                                       | 욧코               | 남역 | 1985년   |                                 |
| 하루노 아리사   | 9월 6일   | 도쿄도 신주쿠구                    | 야마와키가쿠엔                 | 존경하는 선생님이 명명                                       | 욧코               | 남역 | 1985년   |                                 |
| 飛翔ひかる      | 11월 25일 | 사이타마현 카와고에시              | 아사카고등학교                 | 자신이 고안                                                  | 유마, 로세         | 남역 | 1984년   |                                 |
| 히쇼 히카루     | 11월 25일 | 사이타마현 카와고에시              | 아사카고등학교                 | 자신이 고안                                                  | 유마, 로세         | 남역 | 1984년   |                                 |
| 檜せいら        | 6월 25일  | 도쿄도시부야구                     | 오유가쿠엔                     | 檜舞台                                                       | 세이라, 마아리이   | 남역 | 1982년   |                                 |
| 히노키 세이라   | 6월 25일  | 도쿄도시부야구                     | 오유가쿠엔                     | 檜舞台                                                       | 세이라, 마아리이   | 남역 | 1982년   |                                 |
| 街田奈々        | 9월 5일   | 오사카부 오사카시                  | 시텐노지가쿠엔                 | 지인과 고안                                                  | 와카메짱, 나나짱   | 여역 | 1983년   |                                 |
| 마치다 나나     | 9월 5일   | 오사카부 오사카시                  | 시텐노지가쿠엔                 | 지인과 고안                                                  | 와카메짱, 나나짱   | 여역 | 1983년   |                                 |
| 鞠村奈緒        | 11월 13일 | 도쿄도                             | 카리타스가쿠엔                 |                                                              | 모야시             | 남역 | 1995년   |                                 |
| 마리무라 나오   | 11월 13일 | 도쿄도                             | 카리타스가쿠엔                 |                                                              | 모야시             | 남역 | 1995년   |                                 |
| 光木裕          | 9월 13일  | 도쿄도 신주쿠구                    | 쇼에이죠시가쿠인고등학교       | 존경하는 선생님이 명명                                       | 카코               | 남역 | 1987년   |                                 |
| 미츠키 유       | 9월 13일  | 도쿄도 신주쿠구                    | 쇼에이죠시가쿠인고등학교       | 존경하는 선생님이 명명                                       | 카코               | 남역 | 1987년   |                                 |
| 南風まい        | 10월 8일  | 오사카부 오사카시 히가시스미요시구 | 오유가쿠엔                     |                                                              | 마이마이, 마이chan | 여역 | 1988년   |                                 |
| 미나카제 마이   | 10월 8일  | 오사카부 오사카시 히가시스미요시구 | 오유가쿠엔                     |                                                              | 마이마이, 마이chan | 여역 | 1988년   |                                 |
| 杜けあき        | 7월 26일  | 미야자키현 센다이시                | 센다이시라유리가쿠엔고등학교   | 삼림의 도시 센다이, 느티나무 가로수부터 시마노 타케시가 명명 | 모리짱, 카린쵸     | 남역 | 1993년   |                                 |
| 모리 케아키     | 7월 26일  | 미야자키현 센다이시                | 센다이시라유리가쿠엔고등학교   | 삼림의 도시 센다이, 느티나무 가로수부터 시마노 타케시가 명명 | 모리짱, 카린쵸     | 남역 | 1993년   |                                 |
| 結城繭          | 12월 8일  | 도쿄도 코토구                      | 쇼와여자대학부설고등학교       | 가족이 고안                                                  | 쿠리               | 남역 | 1983년   |                                 |
| 유우키 마유     | 12월 8일  | 도쿄도 코토구                      | 쇼와여자대학부설고등학교       | 가족이 고안                                                  | 쿠리               | 남역 | 1983년   |                                 |
| 由樹あずさ      | 8월 3일   | 효고현 니시노미야시                | 바이카고등학교                 | 본명                                                         | 유키, 아즈사       | 여역 | 1983년   |                                 |
| 유키 아즈사     | 8월 3일   | 효고현 니시노미야시                | 바이카고등학교                 | 본명                                                         | 유키, 아즈사       | 여역 | 1983년   |                                 |
| 由梨かおる      | 9월 16일  | 효고현 다카라즈카시                | 코난여자고등학교               | 호시나 유리가 명명                                           | 스-짱              | 여역 | 1985년   | 엄마 마사미카도 아이코 (24)     |
| 유리 카오루     | 9월 16일  | 효고현 다카라즈카시                | 코난여자고등학교               | 호시나 유리가 명명                                           | 스-짱              | 여역 | 1985년   | 엄마 마사미카도 아이코 (24)     |
| 渡はや          | 5월 13일  | 오카사부 사카이시                  | 하고로모가쿠엔중학교           | 가족이 고안                                                  | 도-코              | 남역 | 1987년   |                                 |
| 와타리 하야     | 5월 13일  | 오카사부 사카이시                  | 하고로모가쿠엔중학교           | 가족이 고안                                                  | 도-코              | 남역 | 1987년   |                                 |